# Mapoon
Mapoon – miasto w Australii, w stanie Queensland.